# Лифанов, Владимир
Владимир Лифанов, Vova Lifanov, «Вова Лифанов» (11 июля 1984, Московская область) — российский дизайнер, лауреат многочисленных премий, совладелец агентства «Suprematika».

## Биография
Обучался в Протвинской городской художественной школе, затем в МГАХУ памяти 1905 года на отделении «Графический дизайн», также развивает шуточный фейк-ресурс «Urobarbos bedlam design». Ведет курсы дизайна и эксцентричные тематические семинары, входил в состав жюри конкурсов. Автор ряда профессиональных проектов, иногда выполненных в соавторстве с популярными дизайнерами. Живёт и работает в Москве.

## Награды

### 2013
- Award of exellence за Музей платка
- ADCRussia, бронза в категории интерактив за Springdesign.org[24]

Whire square
- Бронза в категории «Коммуникационный дизайн» за Promicrophones
- Бронза в категории «Коммуникационный дизайн» за Spring design Session[26]
- Бронза в категории «Коммуникационный дизайн» за Музей платка

Честный фестиваль «Чеснок»
- Серебро в категории «Айдентика» за Аgency One[27][28]

Идея
- Серебро в категории «Бренд дизайн» за Spring design Session[29]
- Бронза в категории «Бренд дизайн» за Музей платка (в соавторстве)[30]

Фэйкстиваль Fakestival
- Золото в категории «Айдентика» за Hardcore bar[31]
- Бронза в категории «Айдентика» за 5SMART[32]

Rating runeta
- Серебро в категории «Корпоративные сайты» за olk.su[33]

### 2012
- ВЫБОР ADME.RU

Адме.ру выбрала лучшую айдентику в России 2012 года, куда попало два проекта: Saiwala и Promicrophones.
- ММФР 2012[34]

Бронза в категории «Коммуникационный дизайн» за фирменный стиль «Promicrophones»
- Фейкстиваль

«Коллекторы сбербанка» и парфюм для сильных взяли золотого и бронзового лосей на фэйкстивале.
- КМРФ 2012

Бронза в корпоративной айдентике за фирменный стиль Saiwala
- ФЕСТИВАЛЬ ИДЕЯ 2012

Второе место в категории корпоративный фирменный стиль за фирменный стиль Saiwala
- ВЫБОР АДМИ.РУ

Адми.ру добавило в список десяти заметных дизайнеров из России.

### 2011
- ЗОЛОТАЯ БЛОХА 2011

«Диплом лауреата» за Логотип «Gelpme»
- ВЫБОР BRANDINGSERVED

Фирменный стиль «Сферика»
Фирменный стиль «Куратор»
- КИЕВСКИЙ МЕЖДУНАРОДНЫЙ ФЕСТИВАЛЬ РЕКЛАМЫ 2011

Серебро в номинации «Communication Design» за фирменный стиль «Yarra»
- МИНСКИЙ ФЕСТИВАЛЬ РЕКЛАМЫ И МАРКЕТИНГА «БЕЛЫЙ КВАДРАТ»

Фирменный стиль «Yarra» взял 1 место на минском международном фестивале рекламы «Белый квадрат».
- ЗОЛОТАЯ БЛОХА 2010

Логотип «Yarra» получил Диплом лауреатов на 11 всероссийской выставке-конкурсе логотипов «Золотая блоха».

### 2010
- ВЫБОР RUSSIAN CREATORS

Проект «Doctorhead» был добавлен в раздел «Выбор Russian Creators»
- ПРЕМИЯ РУНЕТА 2010

Веб-сайт STRANA.RU — 9 место в номинации «Здоровье и отдых» «Премии Рунета 2010».
- ВЫБОР RUSSIAN CREATORS

Проект «Yarra» был добавлен в раздел «Выбор Russian Creators»
- THEBRS.RU САМЫЕ КРАСИВЫЕ И ОРИГИНАЛЬНЫЕ САЙТЫ RUНЕТА

Сайт laptopscope.ru попал в сборник самых сайтов рунета на сайте thebrs.ru
- BRANDING SERVED

Фирменный стиль и сайт компании Архимастер попали в сборник лучшей айдентики на brandingserved.com
- LOGOLOUNGE LOGO TRENDS 2010

Логотип rucsak.ru попал в Логолаунж трэндс 2010 в раздел «Stains» и автоматически в паре с логотипом Doctorhead попали в печатный сборник лучших логотипов Logolounge 6.
- IDENTITY: BEST OF BEST 2010

Два первых места на Identity: Best of the Best 2010. Sferica в номинации фирменный стиль некоммерческих организаций, а также Doctorhead в номинации логотипы в оптовой и розничной торговле.
Логотип Stouncraftrus — шорт лист в номинации «Логотипы промышленных компаний».
- LOGO FROM DREAMS

Stouncraftrus логотип дня на Logofromdreams.

### 2009
- SMASHING MAGAZINE SHOWCASE

Три веб-сайта попали в обзор лучших российских сайтов «Showcase of Web Design in Russia» англоязычного журнала «Smashing magazine»
- ЗОЛОТАЯ БЛОХА 2009

Два логотипа получили по знаку отличия 10-й Всероссийской выставки-конкурсa товарных знаков «ЗОЛОТАЯ БЛОХА-2009». Бронзовая блоха — проект «Stonecraftrus» и почетный диплом за логотип интернет-магазина hi-fi наушников «doctorhead.ru».
- ОТКРЫТЫЙ ФЕСТИВАЛЬ СОЦИАЛЬНОЙ РЕКЛАМЫ «МИР»

Диплом 1 место — проект социальной акции «Письмо ветерану»